# Liste der Baudenkmäler in Kirchdorf an der Amper

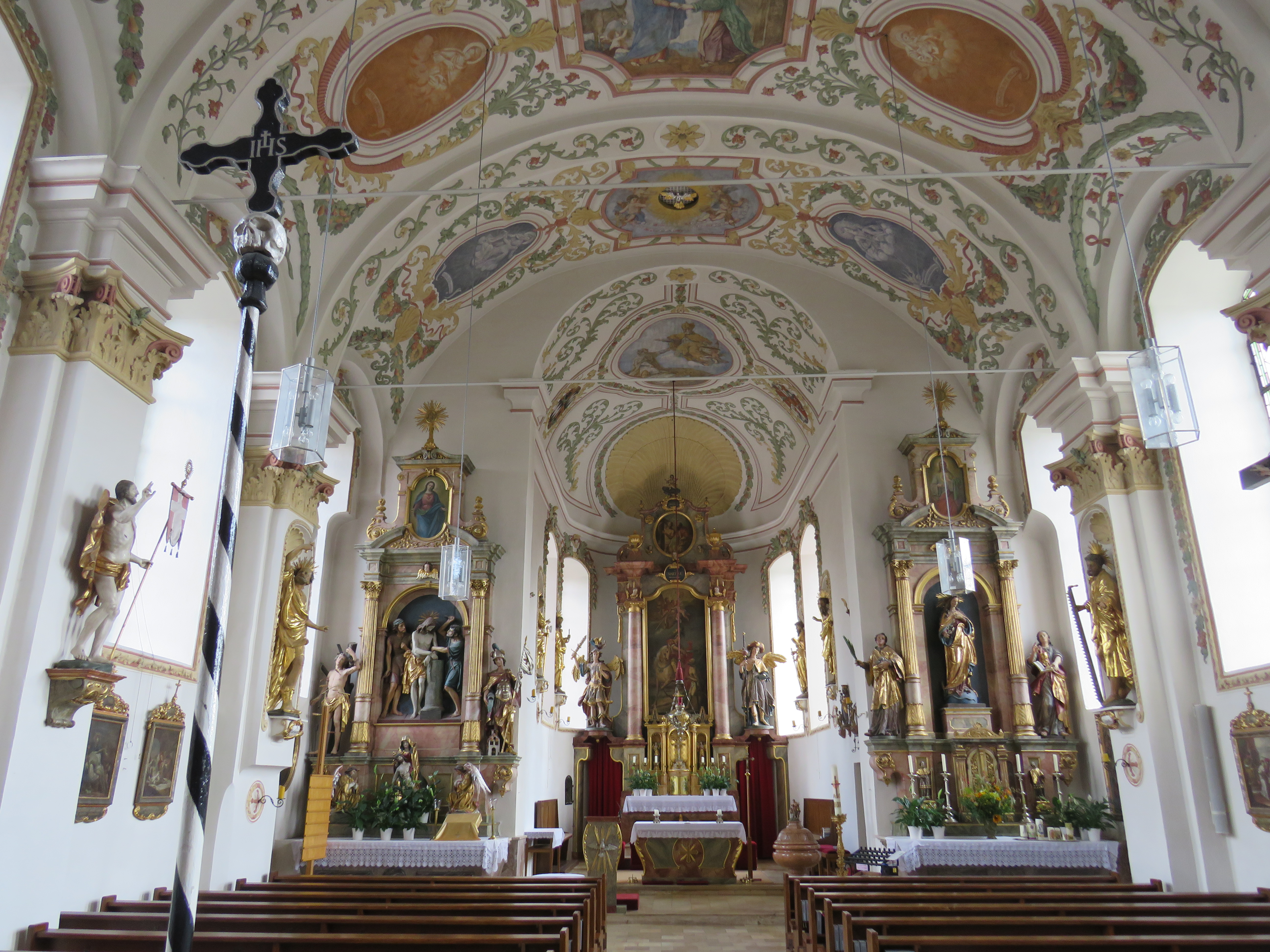
Innenraum von St. Martin in Kirchdorf an der Amper

Auf dieser Seite sind die Baudenkmäler in der oberbayerischen Gemeinde Kirchdorf an der Amper zusammengestellt. Diese Tabelle ist eine Teilliste der Liste der Baudenkmäler in Bayern. Grundlage ist die Bayerische Denkmalliste, die auf Basis des Bayerischen Denkmalschutzgesetzes vom 1. Oktober 1973 erstmals erstellt wurde und seither durch das Bayerische Landesamt für Denkmalpflege geführt wird. Die folgenden Angaben ersetzen nicht die rechtsverbindliche Auskunft der Denkmalschutzbehörde.

## Baudenkmäler nach Ortsteilen

### Kirchdorf an der Amper
| Lage                              | Objekt                             | Beschreibung | Akten-Nr.             | Bild                 |
| --------------------------------- | ---------------------------------- | --- | --------------------- | -------------------- |
| Nähe Obere Hauptstraße (Standort) | Mariensäule                        | Sandsteinfigur auf Säule mit neubarockem Postament, bezeichnet mit 1911 | D-1-78-136-3 Wikidata | weitere Bilder       |
| Obere Hauptstraße 6 (Standort)    | Ehemaliges Pfarrhaus               | Zweigeschossiger barocker Walmdachbau, im Dachwerk bezeichnet mit 1708 | D-1-78-136-1 Wikidata | Ehemaliges Pfarrhaus |
| Obere Hauptstraße 7 (Standort)    | Katholische Pfarrkirche St. Martin | Barocker Saalbau mit eingezogener Apsis und angefügter zweigeschossiger Sakristei, wohl von Johann Jakob Maffiol, 1706/08, Chorflankenturm mit Spindelhelm 1775/9; mit Ausstattung | D-1-78-136-2          | weitere Bilder       |

### Burghausen
| Lage                          | Objekt                             | Beschreibung | Akten-Nr.    | Bild           |
| ----------------------------- | ---------------------------------- | --- | ------------ | -------------- |
| Kirchbergstraße 17 (Standort) | Katholische Filialkirche St. Georg | Barocker Saalbau mit eingezogenem Polygonalchor und angefügter Sakristei, wohl 18. Jahrhundert, Chorflankenturm bezeichnet mit 1848; mit Ausstattung | D-1-78-136-4 | weitere Bilder |

### Geierlambach
| Lage                                        | Objekt     | Beschreibung                                                                                           | Akten-Nr.             | Bild       |
| ------------------------------------------- | ---------- | --- | --------------------- | ---------- |
| Geierlambach 10; In Geierlambach (Standort) | Hofkapelle | Kleiner Putzbau mit eingezogenem gerade schließendem Chor und Dachreiter, erbaut 1884; mit Ausstattung | D-1-78-136-5 Wikidata | Hofkapelle |

### Hahnbach
| Lage                                      | Objekt                                 | Beschreibung                 | Akten-Nr.     | Bild           |
| ----------------------------------------- | -------------------------------------- | ---------------------------- | ------------- | -------------- |
| Distrikt IV Oberer Forst,Abt.4 (Standort) | Kilometerstein Wippenhausen - Freising | Granitstele, 19. Jahrhundert | D-1-78-136-15 | weitere Bilder |

### Helfenbrunn
| Lage                        | Objekt             | Beschreibung                                                                                        | Akten-Nr.             | Bild               |
| --------------------------- | ------------------ | --------------------------------------------------------------------------------------------------- | --------------------- | ------------------ |
| In Helfenbrunn (Standort)   | Kapelle St. Sebald | Schlichter Putzbau mit geschwungenem Satteldach und profiliertem Traufgesims, 1697; mit Ausstattung | D-1-78-136-7 Wikidata | Kapelle St. Sebald |
| Nähe Am Bergfeld (Standort) | Wegkapelle         | Kleiner offener Putzbau mit Traufband, 19. Jahrhundert; mit Ausstattung                             | D-1-78-136-8 Wikidata | Wegkapelle         |

### Hirschbach
| Lage                     | Objekt                                  | Beschreibung | Akten-Nr.    | Bild |
| ------------------------ | --------------------------------------- | --- | ------------ | ---- |
| Hirschbach 11 (Standort) | Katholische Filialkirche St. Pankratius | Einfacher Saalbau mit spätgotischem Polygonalchor und Langhaus auf älterer Grundlage, 15. Jahrhundert, Zwiebelturm mit Sakristei von 1734; mit Ausstattung | D-1-78-136-9 | BW   |

### Nörting
| Lage                    | Objekt                                 | Beschreibung | Akten-Nr.     | Bild                                   |
| ----------------------- | -------------------------------------- | --- | ------------- | -------------------------------------- |
| Dorfstraße 1 (Standort) | Katholische Filialkirche St. Katharina | Rechteckiger klassizistischer Bau mit eingeschriebener Apsis, Fassadenturm und Walmdach, um 1830/35; mit Ausstattung | D-1-78-136-10 | Katholische Filialkirche St. Katharina |

### Wippenhausen
| Lage                   | Objekt                                | Beschreibung | Akten-Nr.              | Bild             |
| ---------------------- | ------------------------------------- | --- | ---------------------- | ---------------- |
| Pfarrweg 6 (Standort)  | Katholische Filialkirche St. Nikolaus | Im Kern frühmittelalterlicher Saalbau mit eingezogenem Polygonalchor und angefügter Sakristei, Barockisierung nach 1704, Chorflankenturm 1848, Ausbau im 19. Jahrhundert, Erweiterung 1921; mit Ausstattung                    | D-1-78-136-11 Wikidata | weitere Bilder   |
| Pfarrweg 14 (Standort) | Pfarrhaus                             | Zweigeschossiger kubischer Walmdachbau mit Geschossgliederung, 1. Hälfte 19. Jahrhundert Nebengebäude, schmaler und langer Satteldachbau, gleichzeitig Remise, Satteldachbau mit breiter Toröffnung, 2. Hälfte 19. Jahrhundert | D-1-78-136-13 Wikidata | Pfarrhaus        |
| Pfarrweg 18 (Standort) | Ehemalige Schule                      | Zweigeschossiger Satteldachbau mit neubarock geschwungenen Giebeln und Eckpilastern, bezeichnet mit 1904 Ehemalige Schulmauer mit integrierter Schulglocke, 20. Jahrhundert                                                    | D-1-78-136-12 Wikidata | Ehemalige Schule |

## Ehemalige Baudenkmäler
In diesem Abschnitt sind Objekte aufgeführt, die früher einmal in der Denkmalliste eingetragen waren, jetzt aber nicht mehr. Objekte, die in anderem Zusammenhang also z. B. als Teil eines Baudenkmals weiter eingetragen sind, sollen hier nicht aufgeführt werden. Aktennummern in diesem Abschnitt sind ehemalige, jetzt nicht mehr gültige Aktennummern.

| Lage                                                 | Objekt                             | Beschreibung        | Akten-Nr.             | Bild           |
| ---------------------------------------------------- | ---------------------------------- | ------------------- | --------------------- | -------------- |
| Hahnbach Distrikt IV Oberer Forst, Abt. 4 (Standort) | Grenzstein des Hochstifts Freising | Bezeichnet mit 1762 | D-1-78-136-6 Wikidata | weitere Bilder |